# Alfredo Amarillo
Alfredo Amarillo Kechichian (en arm. Ալֆրեդո Ամարիլլո Քեշիշյան), né le 2 janvier 1953 à Montevideo (Uruguay), est un footballeur uruguayen d'origine arménienne.

## Biographie
Alfredo Amarillo débute professionnellement au Nacional de Montevideo. En 1973, il est recruté par le Real Valladolid, club qui milite en D2 espagnole.
En 1976, il signe un contrat au FC Barcelone où jouent Johan Cruijff et Johan Neeskens. Il débute avec le club blaugrana le 5 septembre 1976 lors d'un match contre Las Palmas. Le 28 novembre 1976, Amarillo inscrit un magnifique but face à Valence CF qui est élu par l'Eurovision comme le plus beau but européen du mois. Il demeure au Barça pendant deux saisons et remporte la Coupe d'Espagne en 1978.
Il passe une saison en prêt avec l'UD Salamanque, puis en 1979 il est transféré à l'Espanyol de Barcelone où il passe trois saisons. Il met un terme à sa carrière de joueur en 1982.

## Palmarès
- Coupe d'Espagne : 1978